# Liden andemad
Liden andemad (Lemna minor) er en lille vandplante, der er 2-3 millimeter i diameter. Den gror i næringsrigt ferskvand overalt i Danmark.

## Beskrivelse
Liden andemad er en flerårig flydebladsplante. Det vil sige, at planten flyder på eller lige under vandets overflade. "Bladene" (kaldet løvplader) er egentlig en sammenvoksning af stængel og blade, og de er runde til ovale med hel rand. Begge sider er græsgrønne. Blomstringen foregår i juni-juli, men man ser ikke meget til blomsterne, som sidder nogle få sammen, skjult under et hindeagtigt skæl. Blomsterne er enkønnede, og de hunlige danner en frugt, som indeholder 1-5 frø.
Rodsystemet består af en enkelt rodtråd, der hænger ned under hvert af "bladene". Hele planten synker til bunds om efteråret for så atter at stige op til overfladen det følgende forår.
De enkelte "blade" er 2-3 mm i diameter, og ca. 1 mm tykke.

## Voksested
Liden andemad er udbredt i Makaronesien, Afrika, Mellemøsten, Kaukasus, Centralasien, Det Indiske subkontinent, Sibirien, Kina, Nordamerika og det meste af Europa, herunder også Danmark, hvor arten er meget almindelig. Den er knyttet til lysåbne overflader i stillestående eller langsomt strømmende vand med et højt næringsindhold.
I Skallesø, der afvander til Flyndersø findes arten i meget næringsrigt og uklart vand sammen med bl.a. alm. blærerod, frøbid, glinsende vandaks, hjertebladet vandaks og stor andemad – alle flydebladsplanter
- Gråand i Ellesumpen øst for Gram Slotssø

| Portal | Portal:Botanik |

## Note
1. ↑  Vand- og Naturstyrelsen: Hjelm Hede, Flyndersø og Stubbergård Sø – N 41